# تيزي عبد الله يعقوب (بني امحمد)
تيزي عبد الله يعقوب هو دُوَّار يقع بجماعة سيدي علي بورقبة، إقليم تازة، جهة فاس مكناس في المملكة المغربية. ينتمي الدوّار لمشيخة بني امحمد التي تضم 8 دواوير. يقدر عدد سكانه بـ 142 نسمة حسب الإحصاء الرسمي للسكان والسكنى لسنة 2004.

## روابط خارجية
- البوابة الوطنية للجماعات الترابية نسخة محفوظة 12 مارس 2018 على موقع واي باك مشين.
- المندوبية السامية للتخطيط